# Hiroyuki Shirai
Hiroyuki Shirai (白井 博幸 Shirai Hiroyuki?,  nacido el 17 de junio de 1974 en Shizuoka) es un exfutbolista japonés que se desempeñaba como defensa.
Hiroyuki Shirai fue elegido para integrar la selección de fútbol sub-23 del Japón para los Juegos Olímpicos de Verano de 1996.

## Trayectoria

### Clubes
| Club            | País  | Año         |
| --------------- | ----- | ----------- |
| Shimizu S-Pulse | Japón | 1993 - 1996 |
| Verdy Kawasaki  | Japón | 1997        |
| Cerezo Osaka    | Japón | 1998        |
| Shonan Bellmare | Japón | 2000 - 2005 |
| Vegalta Sendai  | Japón | 2006 - 2007 |
| FC Ryukyu       | Japón | 2008        |